# Établissement public de santé Paul-Guiraud
Pour les articles homonymes, voir PGV.
L’Établissement public de santé Paul-Guiraud (ou EPS Paul-Guiraud Villejuif - PGV) est un centre hospitalier spécialisé en psychiatrie, situé à Villejuif dans le Val-de-Marne, en France. 

## Historique
Il est construit entre 1882 et 1889 sur les plans de l'architecte Henri Maréchal,  et en 1883, le cimetière des Pommiers lui est adjoint. Il accueille ses premiers malades en 1884, et est successivement agrandi en 1899, 1910 et 1934.
Autrefois appelé « asile de Villejuif », puis « hôpital psychiatrique de Villejuif » à partir de 1937, il est rebaptisé en 1990 en l'honneur du psychiatre Paul Guiraud, chef de service de l'hôpital. 
Il abrite notamment une unité pour malades difficiles (UMD) créée en 1902 par le psychiatre Henri Colin, et alors connue sous le nom de "quartier de sûreté" ou de "troisième section".

### Patients de l'asile de Villejuif
- Louis Rimbault, membre de la bande à Bonnot, y a séjourné.
- Émile Buisson, malfaiteur ayant simulé la folie pour être interné dans un lieu moins sécurisé et s'en évadant le 3 septembre 1947, en compagnie d'un autre bandit, René Girier, dit « René la Canne ».

### Médecins de l'asile de Villejuif
- Paul Sérieux
- Joseph Rogues de Fursac
- Auguste Marie de 1900 à 1920
- Paul Meunier, mieux connu sous son pseudonyme de Marcel Réja
- Paul Guiraud